# James Randi
James Randi (rojen Randall James Hamilton Zwinge), kanadsko-ameriški čarodej in skeptični aktivist, * 7. avgust 1928, Toronto, Ontario, Kanada † 20. oktober 2020, Plantation, Florida, ZDA. 
Znan je bil kot viden skeptik do nadnaravnih in psevdoznanstvenih trditev. Je soustanovitelj Odbora za skeptične preiskave (CSI), prvotno znan kot Odbor za znanstveno preiskavo zahtevkov paranormalnih snovi (CSICOP). Je tudi ustanovitelj izobraževalne fundacije Jamesa Randija (ang. James Randi Educational Foundation; JREF). Kariero je s psevdonimom Neverjetni Randi (ang. The Amazing Randi) začel kot čarodej, kasneje pa se je odločil, da bo večino svojega časa posvetil preiskovanju nadnaravnih, okultnih in psevdoznanstvenih trditev, ki jih skupno imenuje »woo-woo«. Randi se je kot čarodej upokojil pri starosti 60 let, kot član fundacije JREF pa pri 87 letih.
Čeprav ga pogosto označujejo kot »razkrinkovalca«, Randi ni maral konotacij izraza in se je raje opisal kot »preiskovalec«. V svoji karieri je pisal o nadnaravnih pojavih, skepticizmu ter zgodovini magije in čarodejstva. Bil je pogost gost v televizijskih oddajah, kjer je med drugim famozno razkrinkal goljufivega zdravilca Petra Poffa.
Pred Randijevo upokojitvijo je JREF sponzorirala »Nadnaravni izziv enega milijona dolarjev«, v katerem je udeležencem ponudila nagrado v višini enega milijona ameriških dolarjev, če lahko dokažejo kakršnokoli paranormalno, nadnaravno ali okultno moč oz. dogodek, pod kontroliranimi pogoji, o katerih sta se vnaprej dogovorili obe strani. JREF je Nadnaravni izziv uradno zaključil leta 2015. Fundacija še naprej daje donacije neprofitnim skupinam, ki spodbujajo kritično razmišljanje in z dejstvi podkrepljen pogled na svet.

## Mladost
James Randi se je rodil 7. avgusta 1928 v Torontu, v zvezni državi Ontario v Kanadi, materi Marie Alice in očetu George-u Randall-u Zwinge-ju. Ima mlajšega brata in sestro. Čarovništva se je lotil, ko je zaradi kolesarske nesreče 13 mesecev preživel v mavcu, v tem času pa je gledal Harryja Blackstone-a in bral knjige o komunikaciji z nadnaravnimi entitetami. Takrat je osupnil zdravnike, ki so pričakovali, da nikoli več ne bo hodil. Randi je pri 17 letih opustil srednjo šolo, da bi na pustni prireditvi nastopil kot komunikator z nadnaravnim. Kot mentalist je delal v lokalnih nočnih klubih in na kanadski nacionalni razstavi v Torontu ter pisal za tabloide v Montrealu.
V svojih dvajsetih letih se je Randi predstavljal astrolog in celo delal enostavne trike. Tako je pod psevdonimom "Zo-ran" nekaj časa pisal astrološko kolumno v kanadskem tabloidu Polnoč, in v njej preprosto premeščal odseke iz časopisnih astroloških člankov in jih naključno prilepil v svoje besedilo. V svojih tridesetih je delal v Veliki Britaniji, Evropi, filipinskih nočnih klubih in po vsej Japonski. Takrat je bil priča številnim trikom, ki so bili predstavljeni kot nadnaravni. Ena njegovih prvih takih izkušenj je bil evangelist, ki je z uporabo tehnike branja kuvert "ena naprej"  cerkvenike prepričeval v svojo božansko moč.

## Kariera

### Čarodej
Randi je leta 1946 kariero začel kot poklicni odrski čarodej in strokovnjak za pobege. Sprva se je predstavljal s svojim pravim imenom Randall Zwinge, ki ga je kasneje opustil in si nadel vzdevek "Neverjetni Randi" (ang. "The Amazing Randi"). Zgodaj v karieri je po vsem svetu izvajal pobege iz zaporniških celic in sefov. 7. februarja 1956 se je v živo pojavil na televiziji in med oddajo 104 minute ostal zapečaten v kovinski krsti, potopljeni v hotelskem bazenu. S tem je podrl rekord Harryja Houdinija, ki je do takrat znašal 93 minut.
V 50-ih in 60-ih letih prejšnjega stoletja se je Randy kot gost pojavljal v mnogih radijskih in televizijskih oddajah. Med drugim je v letih 1967 in 1968 na radijski postajo WOR iz New Yorka vodil oddajo "Šov neverjetnega Randija" (ang. "The Amazing Randi Show"). Med letoma 1959 in 1967 se je kot Neverjetni Randi redno pojavljal v ameriški otroški TV oddaji Wonderama. Kot Neverjetni Randi je s svojim nastopom šel na več svetovnih turnej. Med turnejo Alica Cooperja "Milijarda dolarjev za dojenčke" (ang. Billion Dollar Babies tour), v letih 1973 in 1974, je Randi na odru nastopal kot nori zobozdravnik in kot Alicov morilec. Zgradil je tudi več scenskih rekvizitov, vključno z giljotino. Leta 1976 je za kanadsko TV oddajo "Svet čarodejev" uprizoril pobeg iz prisilnega jopiča, medtem ko je obrnjen na glavo visel nad Niagarskimi slapovi.
Randi je dejal, da ljudje, ki jih je najtežje pretentati niso visoko izobraženi, temveč otroci, ki niso dovolj prefinjeni, da bi jih lahko prevarali s telesnimi gibi, ki jih sicer izkoriščajo čarodeji za pretentanje odraslih.

### Pisatelj
Randi je avtor desetih knjig. Med njimi je Conjuring (1992), biografska zgodovina znamenitih čarodejev. V knjigi izbere najvplivnejše čarodeje in zapiše nekaj njihove zgodovine, pogosto v kontekstu čudnih smrti in njihovega življenja na cesti. To delo se je razširilo v Randijevo drugo knjigo z naslovom Houdini, njegovo življenje in umetnost (ang. Houdini, His Life and Art). To ilustrirano delo je izšlo leta 1976 v soavtorstvu z Bertom Sugarjem. Osredotoča se na poklicno in zasebno življenje Houdinija. Randi je leta 1989 napisal tudi otroško knjigo z naslovom Čarobni svet neverjetnega Randija (ang. The Magic World of the Amazing Randi), ki otroke uvaja v čarovniške trike. Poleg svojih čarovniških knjig je napisal več poučnih del o paranormalnih in psevdoznanstvenih trditvah. Sem spadajo biografije Urija Gellerja in Nostradamusa ter referenčno gradivo o drugih pomembnejših paranormalnih osebnosti. Trenutno dela na knjigi Čarodej v laboratoriju (ang. A Magician in the Laboratory), ki pripoveduje njegovi o uporabi skepticizma v znanosti. Bil je član popolnoma moškega literarnega kluba Pajki zaklopničarji (ang. Trap Door Spiders), ki jo je njegov dober prijatelj Isaac Asimov vzel kot osnovo za Črne vdove, izmišljeno skupino ljudi, ki rešuje skrivnosti.

### Skeptični aktivist
Randi je mednarodno pozornost požel leta 1972, ko je javno izpodbijal trditve Urija Gellerja. Gellerju je očital, da ni nič drugega kot šarlatan in prevarant, ki z običajnimi čarovniškimi triki dosega svoje domnevno nadnaravne podvige. Randi je svoje trditve kasneje predstavil v knjigi Resnica o Uriju Gellerju (1982). Leta 1973 je Geller gostoval v ameriški TV oddaji The Tonight Show, v katerem so ga Randijevo pomočjo razkrinkali kot prevaranta. Geller je Randija leta 1991 neuspešno tožil.
Razkritje Gellerja v oddaji The Tonight Show pa ni imelo učinka kot ga je pričakoval Randi. Geller je namreč pridobil na prepoznavnosti, v javnosti pa je njegov neuspeh na oddaji dal vtis legitimnosti, saj prevaranti naj ne bi doživljali neuspehov.}} To je Randija pripeljalo do ugotovitve, da je treba storiti še veliko več za ustavitev Gellerja in njemu podobnih. Tako se je Randi leta 1976 obrnil na Raya Hymana, psihologa, ki je na Stanfordu preučeval Gellerjeve sposobnosti ter mu predlagal ustanovitev organizacije, posvečene boju proti psevdoznanosti. Kasneje istega leta so skupaj z Martinom Gardnerjem, kolumnistom ameriške revije The Amerian Scientist, ustanovili Odbor za znanstveno preiskavo nadnaravnih trditev (ang. Committee for Scientific Investigation of Claims of the Paranormal (CSICOP), danes Committee for Skeptical Inquiry (CSI)). S sredstvi iz donacij in prodaje svoje revije "Skeptical Inquirer" sta skupaj s filozofom Paulom Kurtzem zasedla mesti v izvršnem odboru CSICOP, kot ustanovna člana pa sta se pridružila tudi Isaac Asimov in Carl Sagan. Randi je v imenu CSICOP-a potoval po svetu in postal njegov javni obraz, po Hymanu pa tudi obraz skeptičnega gibanja.
András G. Pintér, producent in sovoditelj podkasta "European Skeptics Podcast", je Randija imenoval za dedka evropskega skepticizma, saj naj bi prav Randi "igral vlogo pri zagonu več evropskih organizacij."
Randi je napisal številne članke, v katerih je kritiziral nadnaravna prepričanja in trditve. Prav tako je dokazal napake v raziskavah, ki nakazujejo na obstoj nadnaravnih pojavov. V svoji potegavščini Projekt alfa (ang. Project Alpha) je Randi v zasebno financiran raziskovalni eksperiment vedeževalcev uspešno podtaknil dva lažna vedeževlca. Prevara je postala škandal in razkrila pomanjkljivosti mnogih nadnaravnih raziskovalnih projektov na univerzitetni ravni.
Randi je nastopal v številnih televizijskih oddajah, včasih zato, da bi razkril trditve gostov. Leta 1981 je Randi gostoval v oddaji To je moja črta, v kateri je kot gost nastopal James Hydrick, ki je trdil, da lahko s svojim umom premika predmete. Randi je v oddaji razkrinkal, da Hydrick uporablja čarovniške trike, ta pa je čez leta to priznal.
Randi je leta 1986 prejel štipendijo fundacije MacArthur Foundation. Petletna štipendija v višini 272.000 ameriških dolarjev je Randiju pomagala pri preiskavah verskih zdravilcev, med njimi WV Granta, Ernesta Angleyja in Petra Popoffa. Slednjega je Randi razkrinkal v oddaji The Tonight Show z Johnnyjem Carsonom februarja 1986, ko je dokazal, da je Popoff goljufal tako, da je njegovo osebje najprej pod pretvezo molitev zbralo informacije o udeležencih, nato pa jih Popoffu posredovalo s pomočjo prikritega mikrofona.
Leta 1982 je Randi preveril in potrdil trditve Arthurja Lintgena, zdravnika iz Filadelfije (ZDA), da lahko klasično glasbo, posneto na vinilnem LP, identificira zgolj s preučevanjem žlebov na plošči. Vendar Lintgen nikoli ni trdil, da ima kakršnokoli nadnaravno sposobnost.
Februarja 1988 je Randi testiral lahkovernost medijev v Avstraliji. To je storil tako, da je z izjavo za tisk promoviral lažnega vedeževalca Carlosa, ki ga je igral igralec in njegov partner José Alvarez. Z akcijo je pokazal kako lahko  vedeževalci izrabijo lahkovernost medijev za lastno promocijo.
Leta 1988 je John Maddox, urednik ugledne znanstvene revije Nature, prosil Randija, naj se pridruži nadzoru in opazovanju poskusov homeopatije, ki jih je izvajala ekipa Jacquesa Benvenisteja. Ko je bil vzpostavljen strožji Randijev protokol za poskus, pozitivnih rezultatov ni bilo mogoče ponoviti.
Med drugimi je James Randi razkrinkal tudi šarlatana Daniela Dunglasa Homea in Henryja Sladea, ki sta trdil, da igrata harmoniko brez, da bi se je dotikala.
Randi je razlikoval med psevdoznanostjo in neumno znanostjo (ang. crackpot science). Večino parapsihologije je zaradi načina, na katerega se do nje pristopa, uvrščal med psevdoznanost. Randi je ocenil, da je neumna znanost "enako napačna" kot psevdoznanost, vendar brez znanstvenih pretenzij.
V zadnjem desetletju je Randi začel prirejati konference, znane kot "Neverjetno srečanje" (ang. The Amazing Meeting (TAM)), ki so hitro postale največje srečanje skeptikov na svetu in so priegnile občinstvo iz Azije, Evrope, Južne Amerike in Velike Britanije. Privabile so tudi velik odstotek mlajših udeležencev. Randi je bil reden gost podkastov, vključno s Skepticality, uradnim podkastom združenja The Skeptics Society in Point of Inquiry, uradnim podkastom združenja Center of Inquiry. Od septembra 2006 je s kolumno z naslovom »Randi govori« občasno sodeloval s podkastom The Skeptics' Guide to the Universe  V podkastu The Amazing Show je v obliki intervjuja delil različne anekdote.
Od leta 2013 do svoje smrti je bil Randi v svetovalnem svete Nacionalnega centra za znanstveno izobraževanje.

### TV oddaja Raziskovanje vedeževalskih sposobnosti... V živo
TV oddaja Raziskovanje vedeževalskih sposobnosti... V živo (ang. "Exploring Psychic Powers ... Live") je bilo dvourno televizijsko predvajanje v živo 7. junija 1989, kjer je Randi preiskal več ljudi, ki so trdili, da imajo nadnaravno sposobnost. Oddajo je vodil igralec Bill Bixby, v njej pa so ponudili 100.000 ameriških dolarjev vsem, ki bi lahko pokazali resnične nadnaravne sposobnosti.) V oddaju so sodelovali naslednji ljudje.
- Astrolog Joseph Meriwether je trdil, da je zmožen po nekaj minutah pogovora z ljudmi ugotoviti njihovo astrološko znamenje. V oddaji so mu enega za drugim predstavili dvanajst ljudi, vsakega z drugačnim astrološkim znamenjem. Ti Meriwetherju niso smeli povedati svojega astrološkega znamenja ali rojstnega datuma, niti niso smeli nositi ničesar, kar bi znak nakazovalo. Po dogovoru je Meriwether za zmago moral zadeti deset od 12 astroloških znakov. V oddaji ni zadel nobenega.
- Barbara Martin je trdila, da lahko okoli ljudi bere avre, ki naj bi bile vidne vsaj petnajst centimetrov nad vsako osebo. Iz skupine prostovoljcev je izbrala deset ljudi, ki so po njenih besedah imeli jasno vidne avre. Na odru je bilo postavljenih deset oštevilčenih zaslonov, ravno toliko visokih, da so skrili prostovoljca in pri tem niso zakrivali domnevne avre. Martin ni vnaprej vedela za katerimi zasloni so prostovoljci, nato pa je bila povabljena, da po avri ugotovi, za katerimi zasloni se prostovoljci res skrivajo. Martin je za zmago morala pravilno določiti osem od desetih zaslonov. Izjavila je, da vidi auro nad vsemi desetimi, prostovoljci pa so se skrivali samo za štirimi zasloni.
- Radiestezist Forrest Bayes je trdil, da lahko zazna vodo tudi v steklenici, zaprti v kartonski škatli. Pokazali so mu dvajset škatel in ga prosili, naj ugotovi v katerih škatlah je steklenica z vodo. Izbral je osem škatel, za katere je dejal, da vsebujejo vodo, vendar se je izkazalo, da le pet od dvajsetih vsebuje vodo. Od osmih izbranih škatel je vodo vsebovala samo ena škatla.
- Psihometrična vedeževalka Sharon McLaren-Straz je trdila, da lahko prejme osebne podatke o osebi tako, da se samo dotika predmeta, ki je v lasti te osebe. Da bi se izognili dvoumnim izjavam, se je vedeževalka strinjala, da mu vsak od dvanajstih prostovoljcev izroči uro in ključ. Njena naloga je bila, da je vsakemu lastniku določila prave ključe in uro. Po predhodnem dogovoru je morala pravilno razvrstiti predmete vsaj pri devet od dvanajstih oseb, a ji je uspelo le pri dveh.
- Profesionalna zdravilka s kristali Valerie Swan je s pomočjo ekstrasenzorne percepcije (ESP) poskušala prepoznati 250 Zenerjevih kart in ugibala, kateri od petih simbolov je na vsaki od njih. Naključno ugibanje bi moralo voditi do približno petdeset pravilnih ugibanj, zato je bilo vnaprej dogovorjeno, da mora Swan pravilno ugibati pri vsaj dvainosemdesetih kartah, da lahko pokaže sposobnost, večjo od naključja. Vendar je uspela dobiti le petdeset napovedi, kar ni nič boljše od naključnega ugibanja.[68]

### Izobraževalna fundacija Jamesa Randija
Leta 1996 je Randi ustanovil Izobraževalno fundacijo Jamesa Randija (ang. James Randi Educational Foundation (JREF)). Randi in njegovi kolegi objavljajo v JREF-ovem blogu Swift. Randi je v svoji tedenski kolumni pogosto dajal primere neumnosti, s katerimi se srečuje vsak dan.
Od leta 2003 je JREF vsako leto gostil Neverjetno srečanje (ang. Amaz!ng Meeting), srečanje znanstvenikov, skeptikov in ateistov. Zadnje srečanje je bilo leta 2015, kar je sovpadalo z Randijevo upokojitvijo iz JREF.

## Pogledi na verovanje
Randi se je opredeljeval za ateista. in menil, da je večina svetih tekstov neverjetnih. Zapisal je, da je roman Čarovnik iz Oza bistveno bolj verjeten kot Biblija, hkrati pa še bistveno bolj zabaven. Randi je kot pojasnilo k svojim pogledom na religijo zapisal: »Povedal sem že: obstajata dva tipa ateistov. Taki, ki trdijo, da božanstvo ne obstaja, in tisti, ki trdijo, da ni dokazov za obstoj božanstva. Jaz pripadam sledni skupini, saj če bi trdil, da bog ne obstaja, bi moral za tako izjavo imeti dokaze, teh pa ne morem imeti. Verni ljudje imajo daleč lažjo nalogo. Pravijo, da verjamejo v neko božanstvo zato, ker tako želijo in so tako prebrali v neki knjigi. To je njihova pravica.«

## Nadnaravni izziv za milijon dolarjev
Izobraževalna fundacija Jamesa Randija (JREF) je ponudila nagrado v višini 1.000.000 ameriških dolarjev vsem (ang. One Million Dollar Paranormal Challenge), ki lahko pokažejo nadnaravno sposobnost v skladu z merili znanstvenega testiranja, o katerih se vnaprej strinjata obe strani. Fundacija se je začela leta 1996, ko je Randi priskrbel 1000 dolarjev lastnega denarja, ki jih je moral plačati vsem, ki bi lahko zagotovili objektivni dokaz o nadnaravnem. Sčasoma se je denarna nagrada povečala na 1.000.000 USD in je imela formalno objavljena pravila. V vseh letih nihče ni napredoval mimo predhodnega testa, ki je bil postavljen s parametri, o katerih sta se strinjala tako Randi kot izzivalec. Randi je zavrnil izzivalce, ki bi zaradi testiranja lahko utrpeli resne poškodbe.
Prvega aprila 2007 je bilo odločeno, da se lahko na izziv prijavijo samo osebe z uveljavljenim, nacionalno priznanim medijskim profilom ali s podporo ugledne osebe iz akademskega sveta, da bi preprečili zapravljanje sredstev JREF za neresne izzivalce. Obstaja javni dnevnik preteklih udeležencev izziva za milijone dolarjev. Leta 2015 se je nadnaravni izziv Jamesa Randija uradno zaključil.

## Osebno življenje
Leta 1987 je Randi postal naturaliziran državljan ZDA.
V dokumentarnem filmu "Secrets of the Psychics" leta 1993 je Randi izjavil, da nikoli ni jemal drog; da nikoli ni kadil, pil, ali jemal drugih drog, saj to zlahka otopi ostre robove racionalnega razmišljanja. Po njegovem to sicer pomeni, da se človek odpove mnogim fantazijam, ki so lahko tudi blagodejne, vendar se on temu raje odreče v prid racionalnosti, ki jo želi ohranjat čim dlje.
Randi je 22. marca 2010 v zapisu na blogu oznanil svojo homoseksualno usmerjenost. Zato se je odločil po ogledu biografske drame Milk.
Randi se je 2. julija 2013 poročil z venezuelskim umetnikom Joséjem Alvarezom (rojen Deyvi Orangel Peña Arteaga), s katerim sta partnerja od leta 1986. Živita v kraju Plantation v ameriški zvezni državi Florida.

## Politični pogledi
Randi je bil v ZDA registriran kot demokrat.

## Svetovni rekordi
Sledeči rekordi so zabeleženi v Guinessovi knjigi rekordov: 
- Randi je bil zaprt v zaboju, potopljenem v vodi, za eno uro in 44 minut. S tem je podrl dotedanji rekord Harryja Houdinija, ki je znašal eno uro in 33 minut in ga je Houdini postavil 5. avgusta 1926.[5][15]
- Randi je v bloku ledu zdržal 55 minut.[5][15]

## Televizija in film

### Igralec
- Good to See You Again, Alice Cooper (1974)
- Ragtime (1981)
- Penn & Teller's Invisible Thread (1987)
- Penn & Teller Get Killed (1989)
- Beyond Desire (1994)

### Nastopal kot on sam
- Wonderama (ZDA, 1959–1967) (TV) kot Neverjetni Randi
- I've Got a Secret (ZDA, 1965) (TV) kot Neverjetni Randi
- Happy Days – "The Magic Show" (ZDA, 1978) kot Neverjetni Randi[87]
- Zembla (TV serija), 'De trucs van Char'. (marec 2008)[88]
- ZDF (Nemčija, 2007)
- Wild Wild Web (ZDA, 1999)
- West 57th (TV serija) (ZDA, 80. leta 20. stoletja)
- Welt der Wunder – Kraft der Gedanken (januar 2008)
- Today (ameriška TV oddaja)
- The Don Lane Show (Avstralija)
- That's My Line (ZDA, 1981)
- The View (TV serija) (ZDA, 1997–danes)
- The Tonight Show Starring Johnny Carson (ZDA, 32 oddaj med 1973 in 1993)
- The Secret Cabaret (Velika Britanija)
- The Power of Belief (ZDA, Oktober 1998)
- People are Talking (ZDA, 80. leta 20. stoletja)
- The Patterson Show (ZDA, 70. leta 20. stoletja)
- Superpowers? (TV serija) (ZDA, 1990)[89]
- After Dark (TV serija) (september 1988 in 1989)[90]
- Weird Thoughts, (okrogla miza, Anglija, 1994)[91]
- The Art of Magic (ZDA, 1998) (TV)
- The Ultimate Psychic Challenge (ZDA, 2003)
- Spotlight on James Randi (ZDA, 2002) (TV)
- Secrets of the Super Psychics (ZDA, 1997/8)
- Scams, Schemes, and Scoundrels (ZDA, 1997)
- RAI TV (Italija, 1991)
- Politically Incorrect (ZDA)
- Penn & Teller: Bullshit! (ZDA)
  - "End of the World" (ZDA, 2003) TV epizoda
  - "ESP" (ZDA, 2003) TV epizoda
  - "Signs from Heaven" (ZDA, 2005) TV epizoda
- The Oprah Winfrey Show (ZDA)
- Lawrence Leung's Unbelievable (Avstralija) TV Episode
- Nova: "Secrets of the Psychics" (ZDA, 1993)
- Mitä ihmettä? (Finska, 2003) TV serija
- Midday (Avstralija, 1990-a)
- Magic or Miracle? (ZDA, 1983)
- Magic (ZDA, 2004)
- Larry King Live (ZDA, večkrat)
- James Randi: Psychic Investigator (ZDA, 1991)
- James Randi Budapesten – madžarska dokumentarna oddaja
- Inside Edition – (ZDA, 1991, 2006, and 2007)
- Horizon – "Homeopathy: The Test" (Velika Britanija, 2002)
- Dead Men Talking (ZDA, 2007)
- Fornemmelse for snyd (Danska, 2003)
- Extraordinary People – "The Million Dollar Mind Reader" (ZDA, september 2008).[92]
- Exploring Psychic Powers ... Live (ZDA, 1989)
- CBS This Morning (ZDA, 1990-a)
- Anderson Cooper 360° (ZDA, 2007)[93][94]
- A Question of Miracles (ZDA, 1999)
- 20/20 (ZDA, 2007)[95]
- An Honest Liar (ZDA, 2014, pod imenom Exposed: Magicians, Psychics and Frauds)